# Thomas Simon (Pädagoge)
Thomas Simon (geboren am 1. November 1794 in Trier; gestorben am 24. Dezember 1869 ebenda) war ein deutscher Gymnasiallehrer und Sozialpolitiker. Er war der Vater von Ludwig Gerhard Gustav Simon.

## Leben
Thomas Simon besuchte nach 1806 eine Sekundarschule und studierte von 1811 bis 1814 am Bischöflichen Priesterseminar in Trier. Von 1814 bis 1816 unterrichtete er an der Höheren Bürgerschule in Prüm. Im selben Jahre heiratete er Susanna Auguste Walther. Diese Ehe war insofern ungewöhnlich, als seine Frau älter war als er und Protestantin. Zudem wurde das erste Kind, die Tochter Friederike (1815–1838), vorehelich geboren. Ab 1816 wurde Thomas Simon Lehrer am Progymnasium in Saarlouis. Seine Söhne Carl August (1817–1887) und Ludwig (1819–1872) wurden dort geboren. 1820 wurde Simon Schulleiter des Progymnasiums. Wegen dauernder Konflikte mit der Bürgerschaft und dem Ortspfarrer gab er diese Stelle schließlich auf.
Von 1822 bis 1860 war er als ordentlicher Lehrer am Gymnasium zu Trier angestellt. 1824 gründete er eine private Vorschule und Schülerpension in, untergebracht zunächst in den Räumen des Gymnasiums, später in seinem privaten Wohnhaus in St. Paulin. Dort war er auch 1831 als Sekretär eines Gemeindehilfsvereins für die Armenvorsorge tätig. Im Schuljahr 1830/31 unterrichtete er in der Tertia im Fach Französisch Karl Marx. Thomas Simon gehörte der Gruppe der Deutschkatholiken an und war mit einem ihrer Protagonisten in der Trierer Gegend, Peter Alois Licht, befreundet.
1849 wurde er im Wahlkreis Trier in die Zweite Kammer des Preußischen Abgeordnetenhauses gewählt und gehörte dort zu den Linken. Die politische Polizei schrieb über ihn: „ein zurückhaltender Mann, aber dennoch nicht weniger demokratisch im Sinn des Umsturzes“.
Nachdem das Todesurteil über sein Sohn Ludwig Simon 1850 verkündet wurde, musste Thomas Simon sein Haus verkaufen, um die Geldstrafe und Prozesskosten seines Sohnes zu bezahlen. Thomas Simon unterstützte seinen Sohn auch finanziell im Exil. 1851 wurde die Wohnung von Simon in Trier durchsucht und Briefe von Peter Wilhelm Seelhof beschlagnahmt. 1860 wurde Simon pensioniert. Er hatte dem Gymnasium ein Ölgemälde „Christus Bild“ von Karl Ruben gestiftet, das 1936 im Lehrerzimmer durchschossen wurde.

## Werke
- Kurze Nachricht über die von dem Gymnasiallehrer Th. Simon in Trier in dem bei St. Paulin gelegenen de Baring’schen Hause eingerichtete Pensions- und Erziehungs-Anstalt für angehende das Gymnasium besuchende Zöglinge einheimischer und auswärtiger Aeltern, nebst einigen Winken über das Streben und Wirken der Anstalt. Hetzrodt, Trier 1824.
- Aphoristische Notizen aus dem Leben und Wirken des am 1. April 1857 in Ruhestand tretenden Gymnasial-Oberlehrers, Herrn Professors Steininger in Trier. Lintz, Trier 1857. (Aus der Trier’schen Zeitung, Nr. 54 vom 5. März 1857).